# Gijsbrecht Dimmer
Gijsbrecht Dimmer (Den Haag ca. 1584 - Steenbergen, begraven 12 oktober 1637) was een Nederlands bestuursambtenaar. 

## Levensloop
Over het vroege leven van Dimmer is weinig bekend, hij trouwde op 26 juli 1609 in Den Haag met Joanna van Roosenburch, waar tussen 1610 en 1626 tien kinderen met zijn naam in de pastoorskerk zijn gedoopt. 
In 1627 werd hij door de heer van Steenbergen, de prins van Oranje, aangesteld als de drossaard en dijkgraaf van Steenbergen. Dat was in strijd was met de Brabantse privilegiën, die alleen geboren Brabanders toelieten voor openbare betrekkingen. Zijn zoon Jan (1610-1640) vervulde in Steenbergen de functies van onder meer stadhouder, binnen- en buitenburgemeester, schepen en president-schepen.